# José Infante
José Infante Martos (Málaga, 21 de julio de 1946) es un poeta, escritor y periodista español.

## Trayectoria académica
Estudió de Derecho, Filosofía y Letras y Ciencias de la Información en las Universidades de Granada y Madrid. Diplomado por la Real Escuela Superior de Arte Dramático y Danza de Madrid. Obtuvo en 1969 la Diplomatura en Dirección de Escena con su espectáculo El público. Investigaciones en las raíces españolas del surrealismo, sobre textos propios y de El público de Federico García Lorca. En 1971 hizo el guion e interpretó el espectáculo teatral Picasso-Málaga 71 sobre la figura del pintor malagueño. De la dirección y el montaje se encargó Jacinto Esteban Suárez.
En 1971 obtuvo el Premio Adonais de Poesía y en 1972 el Premio «Málaga, Costa del Sol" de Periodismo. En 1980 le fue concedida la Beca Juan March a la Creación Literaria.
Desde 1972 reside en Madrid, donde ha colaborado en diversos medios de comunicación (Sábado Gráfico, Informaciones, Cine en 7 Días, Telesiete, Teleradio, Diario de Barcelona, El Mundo, ABC, En Cartel, Sanghay Expréss, Mensual, Gala, etc.). Colaboraciones suyas han aparecido igualmente en la mayoría de las revistas literarias actuales, desde Tediria o Signos, a Litoral o Barcarola y desde Atlántica o Turia a Laberinto de Zinc o Nadadora.
Desde mayo de 1974 a enero de 2007 ha trabajado en Televisión Española. Ha participado en numerosos espacios como redactor, guionista, ayudante de dirección y subdirector (Telerevista, Los Escritores, Etcétera, Hora 15, Gaceta Cultural, Zarabanda, El Dominical Informativo, Muy personal, Documentos TV, Informe Semanal). Ha dirigido y realizado algunos programas especiales, entre otros: «El regreso de don Geraldo» (sobre el escritor e hispanista Gerald Brenan), «Noventa años en busca de la diosa» (sobre el poeta británico Robert Graves, en colaboración con la hija del escritor, Lucía Graves), «El camino de España» (sobre el hispanismo), «El sol de Flandes» (sobre la presencia de la cultura española en Europa), la trilogía «Don Juan de Borbón, una vida de renuncias», «Entierro de rey» y «Epitafio para don Juan» (sobre la figura del Conde de Barcelona) y «Juan Carlos I: crónica de 20 años», a propósito de los veinte años de la restauración de la monarquía. Después de 12 años como redactor-guionista en el programa «Informe Semanal» —donde también realizó numerosos programas especiales—, desde enero de 2002 a enero de 2007 trabajó en los Servicios Informativos del Fin de Semana.

## Poesía
Como poeta ha publicado, entre otros títulos: Uranio 2000. Poemas del Caos (Málaga, 1971), Elegía y No (Madrid, Col. Adonais, 1972), La nieve de su mano (Madrid, Col. Pentesilea, Ediciones Caballo Griego para la Poesía, 1978), El artificio de la eternidad (Málaga, Col. Puerta del Mar, 1984), El don de lo invisible (Ediciones Libertarias, Madrid, 1992) y Lo que queda del aire (Madrid, Col. Adonais, 1993). En 1990 apareció el volumen antológico Poesía. 1969-1989 (Col. Ciudad del Paraíso, Málaga), en el que se recoge su obra poética hasta ese momento, con un estudio preliminar del poeta y profesor de la Universidad de Málaga, Francisco Ruiz Noguera. Además de haber sido incluido en numerosas antologías poéticas, generacionales y temáticas, otras publicaciones antológicas de su obra son: La poesía ígnea de José Infante (Trayectoria de navegantes, Córdoba, 1990), de Luis Martínez de Merlo, y Sin orden ni concierto (selección del autor, Colección Cuadernos de Sandua, Córdoba, 2006). Publica sus versos en la revista Signos de Leopoldo Alas (Madrid 1989) En 2013 ganó el XXVIII Premio de Poesía Ciudad de Zaragoza, por lo que se le publicó a través de la editorial Olifante el libro "La libertad del desengaño".

## Prosa
En prosa ha sido incluido en los libros antológicos Manifiesto español, de Antonio Beneyto (Barcelona, Ediciones Marte, 1973), Narradores malagueños 1 (Centro Cultural de la Generación del 27, Málaga, 1997) y Tu piel en mi boca (Egales Editorial, Barcelona-Madrid, 2004). Ha colaborado igualmente en diversos libros colectivos, entre ellos Primera plana. La construcción de una cultura queer en España (Edición de Juan A. Herrero Brasas, Egales Editorial, Madrid, 2007). Con el pintor Roberto González Fernández ha realizado diversos trabajos, en especial el libro Víctimas del deseo, con prólogo de Luis Martínez de Merlo (Editorial Debate, Madrid, 1991).

## Traducciones
Ha sido traducido al francés (por Catherine Valen), al inglés (por Mariano Zaro), al italiano (Emilio Coco) y una selección de su poesía apareció traducida al sueco por Lasse Söderberg, Eviga ros, eviga intet (Colección Ellerströms, 1992).
Es autor igualmente de Poetas del 27. Antología; Poesía espiritual española (una antología de la poesía ascético mística española) y de los libros biográficos  Bornoy: imágenes para un fin de siglo (sobre el pintor Pepe Bornoy, Málaga, 1993) y Antonio Gala: un hombre aparte (Espasa Calpe, 1994). Asimismo ha publicado en 1995 el dietario Autobiografía del desconsuelo (Huerga y Fierro, editores, Madrid, 1995).
Como editor publicó, junto al pintor y poeta malagueño Pepe Bornoy, la colección Cuadernos de Poesía "Jarazmín " desde 1980 a 1984, en la que aparecieron entre otras, obras inéditas de Jorge Guillén, Claudio Rodríguez, María Victoria Atencia, Rafael Pérez Estrada, Pablo García Baena, Julio Aumente, Elena Martín Vivaldi, Antonio Gala, Luis Antonio de Villena, Rafael Ballesteros, Pureza Canelo, Manuel Alcántara, Ana Rosetti, etc.
En 1984 obtuvo también el Accésit del Premio Ciudad de Melilla de Poesía y en 1993 fue distinguido con el Laurel Poético Ibn Al Jati, que concede el Ayuntamiento de Almuñécar. En noviembre de 1997 el Premio «Cáceres Patrimonio de la Humanidad» de Poesía galardonó su poemario La arena rota, que fue publicado en abril de 1998 en una doble edición, como volumen n. 7 de la colección de Poesía «Ciudad de Cáceres» (Cáceres, abril de 1998) y como tercer volumen da la colección «Algaida Poesía» (Sevilla, abril de 1998). En 2003 se publicó la tercera edición de este libro, corregido y ampliado La arena rota y otros poemas en la colección Devenir.
En 2002 publicó, junto a Leopoldo Alas, ¿Entiendes de cocina? Lo que comen los gays, en Ediciones Martínez Roca. En esta misma editorial publicó Victoria Eugenia de Battenberg. Un amor traicionado,  que fue finalista en el mes de marzo de 2003 del Premio de Novela Histórica Alfonso X El Sabio, que Martínez Roca concede cada año en colaboración con la Caja Castilla-La Mancha, libro que alcanzó tres ediciones. Las mismas que ¿Reinará Felipe VI? La última oportunidad de los Borbones, también MR, la primera en diciembre de 2003.
En 2004 fue galardonado con el V Premio «Aljabibe» de poesía por La casa vacía, libro que fue distinguido igualmente en febrero de 2005 con el Premio Andalucía de la Crítica, de poesía.  Ediciones Calima publicó en abril de 2005 la segunda parte de Autobiografía del desconsuelo, titulada La nada, el mito, la palabra. La colección malagueña «Monosabio» realizó en 2005 una nueva edición del libro Elegía y No, Premio Adonais de 1971. El mes de abril de 2005 fue elegido académico correspondiente de la Real Academia de Bellas Artes de San Telmo de Málaga, y el 1 de diciembre del mismo año leyó su discurso de ingreso que versó sobre «De Altolaguirre a Jarazmin. Una historia de amor». En octubre de 2005 obtuvo el XVI Premio Nacional de Poesía José Hierro, que concede la Universidad Popular José Hierro y el Ayuntamiento de San Sebastián de los Reyes por el libro Días sin música, aparecido en las publicaciones de dicha Universidad Popular. Y en junio de 2006 fue distinguido como “Escritor malagueño del año”.